# クルル環
可換環論において、クルル環 (Krull ring) あるいはクルル整域 (Krull domain) は素イデアル分解の良い振る舞いの理論を伴った可換環である。それらは Wolfgang Krull (1931) によって導入された。それらはデデキント整域の高次元の一般化である。デデキント整域はちょうど次元が高々 1 のクルル整域である。
この記事において、環は可換で単位元をもつ。

## 正式な定義
A を整域とし P を高さ 1 の A のすべての素イデアルからなる集合、すなわち、0 でない素イデアルを真に含まないすべての素イデアルの集合とする。このとき A がクルル環 (Krull ring) であるとは、
1. {\displaystyle A_{\mathfrak {p}}} はすべての {\displaystyle {\mathfrak {p}}\in P} に対して離散付値環であり、
2. A はこれらの離散付値環の共通部分（A の商体の部分環と考えて）である。
3. A の任意の 0 でない元は高さ 1 の素イデアルの有限個にしか含まれない。

## 性質
クルル整域が一意分解整域であることと高さ 1 のすべての素イデアルが単項イデアルであることは同値である。
A をザリスキ環（例えば局所ネーター環）とする。完備化  がクルル整域であれば、A はクルル整域である。

## 例
1. すべての整閉ネーター整域はクルル環である。とくに、デデキント整域はクルル環である。逆に、クルル環は整閉であり、したがってネーター整域がクルルであることと整閉であることは同値である。
2. A がクルル環であれば多項式環 A[x] と形式的冪級数環 A[[x]] もそうである。
3. 一意分解整域 R 上の無限変数多項式環 R[x1, x2, x3, …] はネーターでないクルル環である。一般に、任意の一意分解整域はクルル環である。
4. A をネーター整域で商体を K とし、L を K の有限代数拡大とする。このとき A の L における整閉包はクルル環である (Mori–Nagata theorem（英語版）)[3]。

## クルル環の因子類群
クルル環 A の（ヴェイユ）因子は高さ 1 の素イデアルの形式的整数線型結合であり、これらは群 D(A) をなす。A のある 0 でない x に対して div(x) の形の因子は主因子と呼ばれ、主因子は因子全体の群の部分群をなす。因子全体の群の主因子全体の部分群による商は A の因子類群 (divisor class group) と呼ばれる。
クルル環のカルティエ因子は局所主（ヴェイユ）因子である。カルティエ因子は主因子を含む、因子全体の群の部分群をなす。カルティエ因子の主因子による商は因子類群の部分群であり、Spec(A) 上の可逆層のピカール群に同型である。
例： 環 k[x, y, z]/(xy – z2) において因子類群は位数 2 をもち、因子 y = z によって生成されるが、ピカール部分群は自明群である。